# Black Crow Blues
Black Crow Blues – piosenka skomponowana przez Boba Dylana, nagrana przez niego w czerwcu 1964 r. i wydana na czwartym studyjnym albumie Another Side of Bob Dylan w sierpniu 1964 r.

## Historia i charakter utworu
Jeden z mniej znanych utworów Dylana utrzymany w konwencji fortepianowego bluesa.
Jest to pierwsza piosenka Dylana umieszczona na regularnych studyjnych albumach, grana przez artystę na fortepianie. Blues ten ma pewien wdzięk, dzięki lekko funkującej, nieuczonej i amatorskiej grze przypominającej niewymyślny, żywiołowy blues grany w barrel-house'ach. Zapewne wpływ na kształt piosenki miał pianista Meade "Lux" Lewis, grający w stylu boogie-woogie.
Kompozycja ta jest lekka, humorystyczna i nieco surrealistyczna. Wpisuje się w piosenki związane z drogą, podróżą, a zwłaszcza autostopem. Narrator mówi do siebie o kobiecie, którą zostawił gdzieś kilka miast temu. Jego nastrój zmienia się, co jest obserwowane przez gromadę czarnych kruków z pobliskiej łąki.
Motyw kruka pojawiał się czasem w różnych bluesach, jednak być może Dylan posłużył się wierszem "Kruk" Edgara Allana Poe, któremu zresztą nie dorównał.
Dylan nigdy nie wykonywał tej kompozycji podczas swoich tournée.